# Народно позориште „Тоша Јовановић”
Позориште "Тоша Јовановић" је смештено у згради Позоришта, која је саграђена 1836. године, у барокном стилу, и најстарија је позоришна зграда у Србији. Зграда позоришта у Зрењанину изграђена је 1839. године у згради старог магацина пшенице. Налази се на главном градском тргу - Тргу слободе. Налази се између зграда хотела „Војводина” и Финансијске палате. Име је добио по Тоши Јовановићу, познатом зрењанинском позоришном глумцу, који је живео у 19. веку.
Сам објекат је проглашен за културно добро и припада категоризацији споменика културе од великог значаја. Део је Европске руте историјских театара (The european route of historic theatres), која има за циљ неговање културне баштине одабраних европских позоришта насталих између 1500. и 1900. године.

## Историјат
Позориште је најстарије у Србији са очуваном необарокном салом.
Не постоји тачан податак о времену подизања зграде али се сматра де је подигнута 1835. Зграда је значајно страдала у пожару 1882. што је утицало да се простор реконструише 1884. према пројекту градског инжењера Ференца Пецла.
Зграду је 1921. реконструирао архитекта Драгиша Брашован. Тада је оформљен фоаје са гардеробом, благајном, бифеом и формиран је директан улаз у позориште са трга. Струја је уведена 1927.
Током 2002. рестаурирана је улична фасада према упутима Покрајинског завода за заштиту споменика културе из Новог Сада. Кров је обновљен 2006.
После реконструкције 1985. године, театарска сала је поново у оригиналном барокном стилу.

## Сцене
Од 1946. године позориште поседује сопствени ансамбл, који делује на 3 сцене: драмској, камерној и луткарској. Почетком 20. века у Зрењанину се играју први аматерски луткарски комади. Професионално луткарско позориште је основано 1956. године и од тада се изводе по 4 премијере на српском и 2 премијере на мађарском језику.
Народно позориште „Тоша Јовановић“ је формирано интеграцијом Драмског и Луткарског позоришта 1975. године, са драмском и луткарском сценом.